# چامپارا
چامپارا (به اسپانیایی: Champará) یک کوه در پرو است که در منطقه انکاش واقع شده‌است. چامپارا ۵٬۷۳۵ متر بالاتر از سطح دریا واقع شده‌است.